# Kowalówka (województwo mazowieckie)
Kowalówka (niem. Mecklenburg) – wieś sołecka w Polsce położona w województwie mazowieckim, w powiecie ostrowskim, w gminie Andrzejewo. Obok miejscowości przepływa struga Wągroda, dopływ Broku Małego.
W latach 1975–1998 miejscowość administracyjnie należała do województwa łomżyńskiego.
Wierni kościoła rzymskokatolickiego należą do parafii św. Rocha w Jasienicy.